# Józef Judziński
Józef Judziński (ur. 5 maja 1939, zm. 18 listopada 2020) – polski historyk, pedagog i archiwista, dyrektor Archiwum Państwowego w Olsztynie (1971–2004).

## Życiorys
Był absolwentem historii na Uniwersytecie Mikołaja Kopernika w Toruniu. Pracował początkowo w szkolnictwie na terenie Bydgoszczy, a następnie w Ośrodku Badań Naukowych im. Wojciecha Kętrzyńskiego w Olsztynie. Od 1 kwietnia 1971 do 31 sierpnia 2004 piastował funkcję dyrektora Archiwum Państwowego w Olsztynie. Dzięki jego staraniom w 1988, Archiwum wzbogaciło się o placówkę nidzicką, zaś w 1995 oddano do użytku nową siedzibę Archiwum przy ul. Partyzantów 18 w Olsztynie.
W pracy naukowej zajmował się historią średniowieczną Polski oraz dziejami Warmii i Mazur.

## Wybrane odznaczenia
- Krzyż Kawalerski Orderu Odrodzenia Polski (1995)[3]